# Orquesta Filarmónica de Israel

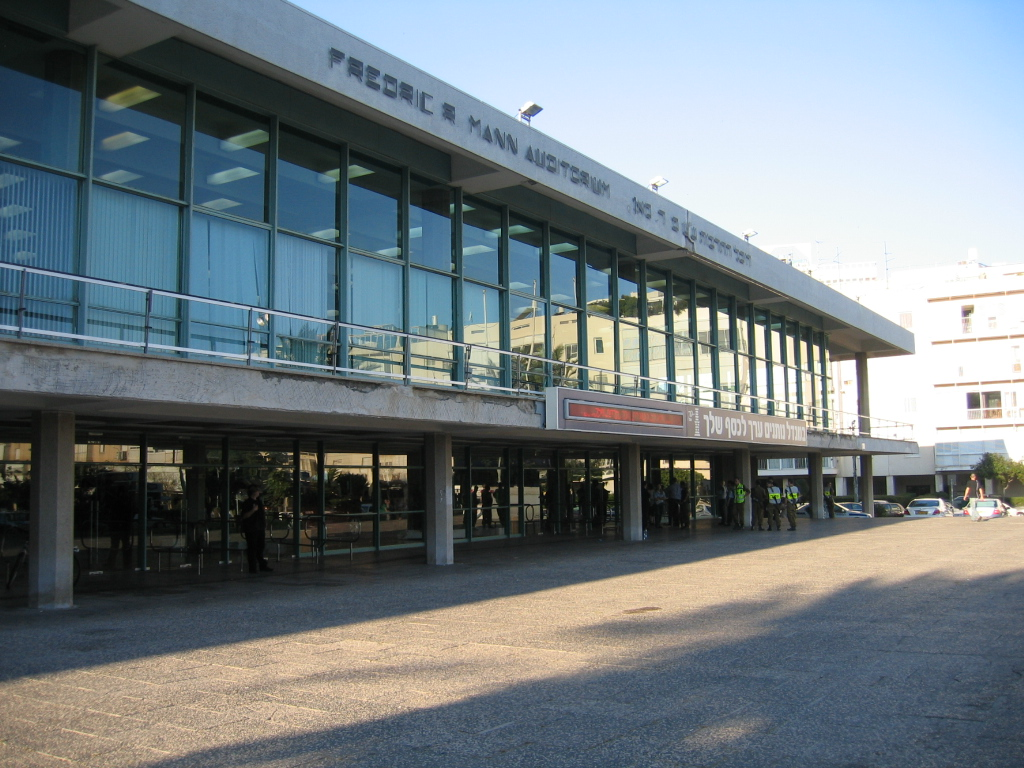
Auditorio Fredric R. Mann (he:"Hichal Hatarbot"), sede de la Orquesta Filarmónica de Israel.

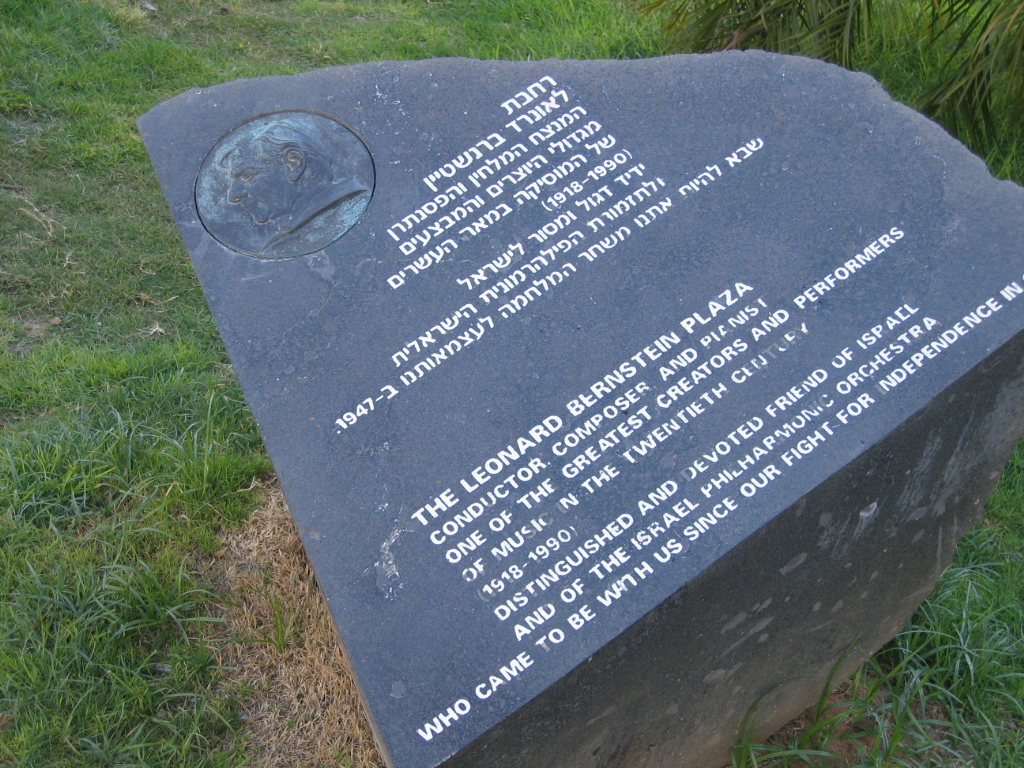
La Plaza Leonard Bernstein frente al Auditorio Mann.

La Orquesta Filarmónica de Israel (abreviación IPO; hebreo: התזמורת הפילהרמונית הישראלית, ha-Tizmoret ha-Filharmonit ha-Yisre'elit) es la orquesta sinfónica más importante de Israel. Es considerada como una de las mejores orquestas de Asia y asimismo del mundo. Originalmente llamada Orquesta de Palestina, fue fundada por el violinista Bronisław Huberman en 1936, en un periodo en el cual muchos músicos judíos eran despedidos de las orquestas europeas. Su concierto inaugural tuvo lugar en Tel Aviv el 26 de diciembre de 1936, y fue dirigida por Arturo Toscanini.
La IPO realiza frecuentes giras internacionales, y ha invitado a varios de los más grandes directores de orquesta del mundo. Particularmente asociados con la orquesta son los directores Leonard Bernstein y Zubin Mehta. El primero mantuvo lazos estrechos con la orquesta desde 1947, mientras que el último fungió como su Consejero Musical desde 1968. En 1977, Mehta fue nombrado Director Musical y en 1981, Director Musical Vitalicio.
Hasta 1992, los compositores más frecuentemente interpretados por la IPO fueron Beethoven, Mozart, Brahms, Chaikovski y Mendelssohn. La orquesta mantiene una prohibición de facto sobre las obras de Wagner, debido a su antisemitismo y la asociación de su música con la Alemania nazi.

## Directores
Hasta 1977 la orquesta no tuvo Directores Musicales. Los directores más estrechamente asociados con la orquesta fueron llamados consejeros musicales.
- Zubin Mehta (1968–) (Consejero Musical 1968–1977; Director Musical después)
- Jean Martinon (1957–1959)
- Bernardino Molinari
- Paul Paray (1949–1950)
- Leonard Bernstein (1947–1949; Conductor Laureado desde 1988)
- William Steinberg (1936–1938)